# Perizoma-Gruppe

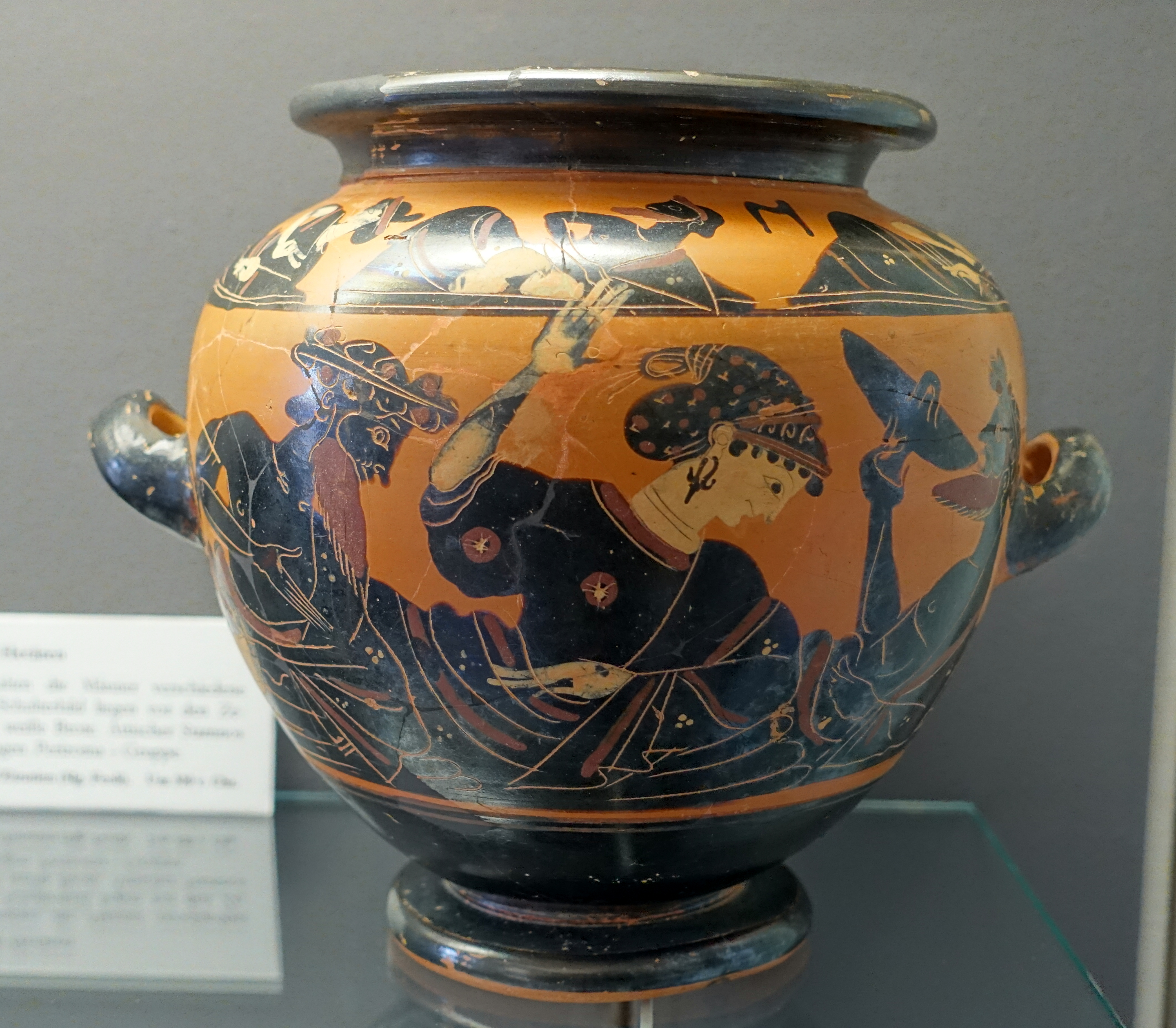
Gelageszene auf einem Stamnos in der Antikensammlung des Martin von Wagner Museums in Würzburg (L 326); um 510 v. Chr.

Unter dem Namen Perizoma-Gruppe (englisch Perizoma Group) werden die Werke einer Gruppe attisch-schwarzfiguriger Vasenmaler des späten 6. Jahrhunderts v. Chr. zusammengefasst. John D. Beazley zählte zu dieser Gruppe den Michigan-Maler, den Beaune-Maler und die Gruppe von Vatikan G 58.
Die Perizoma-Gruppe erhielt ihren Namen nach den Lendenschurzen (Perizoma), die viele der auf Vasen der Gruppe dargestellten Figuren, Athleten, Waffentänzer und Symposiasten tragen. Die Zeichnungen der Maler der Gruppe gelten als sehr markant. Die Figuren, vor allem die Athleten, wirken recht kraftlos. Neben zahlreichen Stamnoi finden sich unter den Formen der Gruppe auch einhenkelige Kantharoi, die an etruskische Formen erinnern und demnach für den Export bestimmt waren.